# Veenderpolder
De Veenderpolder is een polder en een voormalig waterschap in de Nederlandse provincie Zuid-Holland, in de gemeente Kaag en Braassem. Het waterschap was verantwoordelijk voor de drooglegging (die pas in 1834 was voltooid) en later de waterhuishouding in de polder.
De polder grenst in het noorden aan de Veender- en Lijkerpolder buiten bedijking. In het zuiden ligt de Wijde Aa.

## Zie ook

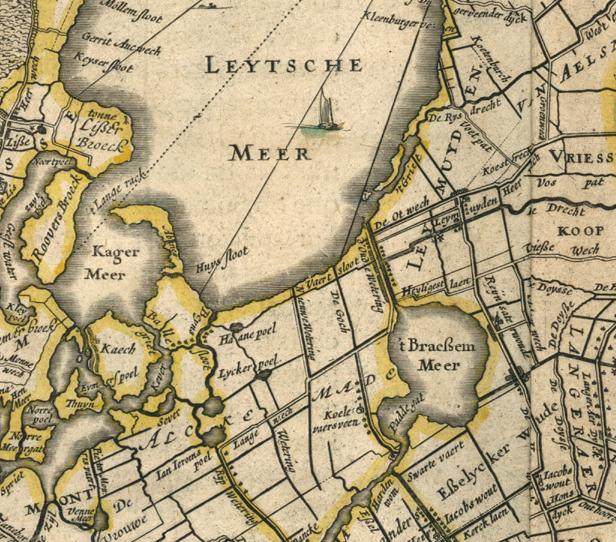
Kaart 1665